# Rieke C. Harmsen
Rieke C. Harmsen (* 16. April 1967 in Chicago) ist eine deutsche Journalistin. Seit 2016 ist sie Chefredakteurin von sonntagsblatt.de, der Online-Ausgabe des Sonntagsblatts. Sie ist Initiatorin des Martin-Lagois-Fotowettbewerbs.

## Leben und Wirken
Harmsen ging nach dem Abitur an der Europäischen Schule Karlsruhe für ein Volontariat zum Verlag Europäische Wirtschaftsdienste in Gernsbach. Sie absolvierte im Springer-Verlag Heidelberg und Berlin eine Ausbildung als Medienkauffrau und studierte anschließend Kunstgeschichte, Theaterwissenschaft, Pädagogik, Filmwissenschaft, Kommunikationswissenschaft an der Universität Köln und der Ludwig-Maximilians-Universität München.
Es folgte ein Volontariat bei der Nachrichtenagentur epd. Harmsen arbeitete als Redakteurin beim Sonntagsblatt. Sie war zwei Jahre als Konservatorin bei der bayerischen Schlösserverwaltung. 2002 wechselte sie als Redakteurin zum Evangelischen Presseverband für Bayern e. V. und verantwortete ab 2012 den Bereich Digitales. 2015 schrieb sie eine Artikelserie zu Graphic Novels Illustratoren wie Nils Oskamp für das Goethe-Institut.
Harmsen hat einen Lehrauftrag an der Friedrich-Alexander-Universität Erlangen. Sie ist die Schwester von Lars Harmsen und lebt in München.

## Veröffentlichungen als Herausgeberin
- Rebellinnen – Frauen verändern die Welt, Claudius Verlag, München 2022, ISBN 978-3-532-62890-4.
- Gesichter der Nächstenliebe, Claudius Verlag, München 2022, ISBN 978-3-532-62879-9.
- Weltreligionen – Das Stickerheft, inkl. 70 Stickern im Umschlag, Claudius Verlag, München 2006, ISBN 978-3-583-31200-5.
- Weltreligionen – Das Materialheft, mit 70 Gestaltungsideen für den Religionsunterricht, Claudius Verlag, München 2006, ISBN 978-3-583-31210-4.
- Weltreligionen (Mitmachkalender), München 2016, ISBN 978-3-583-31200-5.
- Auf der Flucht: Frauen und Migration, Claudius Verlag, München 2016, ISBN 978-3-583-32000-0.
- Toleranz in Comics und Graphic Novels, Claudius Verlag, München 2013, ISBN 978-3-583-31000-1.
- Das weißblaue Beffchen, München 1999, ISBN 978-3-532-62230-8.
- Das weissblaue Beffchen. 30 Jahre Kirchlich-bayrisches Pfarrkabarett, München 2007, ISBN 978-3-00-019727-7.